# Niko Toš
Niko Toš, slovenski sociolog, pravnik, profesor, 24. november 1934, Zagreb.
Niko Toš dipl. pravnik, doktor socioloških znanosti, redni profesor za sociologijo (oz. metodologijo družboslovnega raziskovanja) na
Fakulteti za družbene vede Univerze v Ljubljani; ustanovitelj in predstojnik
Centra za raziskovanje javnega mnenja in množičnih komunikacij (1966-2014);
direktor Centra za razvoj Univerze v Ljubljani (1974-80), podpredsednik (1965-69) in predsednik
Slovenskega sociološkega društva (1969-77), podpredsednik (1973-77) in predsednik (1981- 85) Jugoslovanskega sociološkega
združenja; direktor Raziskovalnega inštituta Fakultete za
družbene vede (1980-89); dekan Fakultete za družbene vede (1989-91),
predstojnik Sociološkega oddelka FDV (1994-95); častni član Slovenskega
sociološkega društva (1994); bil je tudi nacionalni koordinator za področje
sociologije pri takratnem Ministrstvu za znanost in tehnologijo,
bil je predsednik Sveta za znanost in tehnologijo Vlade Republike Slovenije (2001–03). 
Bil je predsednik Upravnega odbora ARRS (2004–06) in njegov član (do 2009). Leta 2004 je soustanovil društvo Forum 21 in postal predsednik programskega sveta tega političnega društva (vse do zamrtja delovanja foruma) ter s tem najtesnejši sodelavec nekdanjega predsednika RS Milana Kučana. Od ustanovitve 2024 je predsednik Akademije znanosti za trajnostni razvoj Slovenije (AZTRS).
Niko Toš je avtor, soavtor in urednik več knjig in preko
200 znanstvenih in strokovnih člankov, razprav in poročil s sociološkega
raziskovalnega področja, ki vključujejo predvsem obravnave problematike
socialne stratifikacije, mednarodnih migracij, političnega javnega mnenja,
raziskovanja vrednot, uveljavljanja demokratičnih institucij, političnih
strank, volitev itd. Bil je iniciator vključitve slovenskega družboslovja v
mednarodne kooperativne projekte na sociološkem in politološkem področju. Toš sodi v generacijo snovalcev slovenske
akademske, pedagoške in raziskovalne sociologije.

## Izobraževanje in začetki
Niko Toš je bil rojen leta 1934 v
Zagrebu. Po maturi se je leta 1953 vpisal na Pravno fakulteto. V času študija
se je poročil in jeseni leta 1955 zaposlil kot deklarant, fakturist oz.
statistik. Kot študent prava je prejemal štipendijo javnega tožilstva in zato
je bil jeseni 1956 pozvan v službo. Do leta 1958 je opravljal vlogo okrajnega
javnega tožilca. Pravniško delo je opustil takoj, ko je diplomiral. Že kot
študent prava si je z delom v pravosodju izoblikoval kritičen odnos  do
možnosti neodvisnega pravosodnega delovanja in se na spodbude proferosja Jožeta Goričarja
posvetil sociologiji. Sprejet je bil na politološki podiplomski študij na
Inštitutu za družbene vede v Beogradu, ki ga je predčasno zapustil, zaradi
bolezni v družini. Po krajši zaposlitvi na Uradu za prošnje in pritožbe Vlade RS se je kot asistent vključil
v novo ustanovljeni Inštitut za sociologijo in filozofijo Univerze v Ljubljani (1960).
Sodeloval je pri oblikovanju prvih raziskovalnih projektov: pri izvedbi prve
aplikativne medijske raziskave »Nedeljski dnevnik« (1961) ter predvsem pri
zasnovi prve in vse doslej najobsežnejše sociološke empirične raziskave v Sloveniji in Jugoslaviji
»Sredstva množičnega komuniciranja na Slovenskem – MKS 1962«. Slednja raziskava
pomeni iztočnico za ves kasnejši razvoj sociološkega raziskovanja v Sloveniji.
V študijskem letu 1960/61 je začel predavati predmet Uvod v družbene vede na
FNT, kar je nadaljeval še naslednja tri leta. Spomladi 1962 je začel redno
predavati Metodologijo družboslovnega  raziskovanja in se 1.1.1963 kot predavatelj redno
zaposlil na takratni Visoki šoli za politične vede. Leta 1977 je magistriral s
temo Vidiki socialne diferenciacije in zavest o njih, leta 1986 pa je
doktoriral na temo Politična zavest in angažiranje (FSPN).

## Delo

### Začetki pedagoškega in raziskovalnega delovanja
Leta 1962 je bil
Toš povabljen k pripravi programa raziskovanja javnega mnenja za potrebe
nadzora delovanja javne uprave. Sočasno je snoval tudi pedagoške programe na
povabilo novo ustanovljene Visoke šole za politične vede v Ljubljani. Prevzel
je naloge za pripravo študijskih programov predmeta Metodologija družboslovnega
raziskovanja in Sociologija javnega mnenja. Kot pedagog, učitelj metodologije
sociološkega raziskovanja, je leta 1964 najprej pripravil učni pripomoček, ki
ga je postopoma razvijal in objavljal kot učbenik Metode družboslovnega
raziskovanja (1975, 1976, 1978, 1988, 1997). Pomembno je prispeval k
oblikovanju študijskih programov, ki so dotedanji visoki šoli odprli
univerzitetni prostor. Utrjeval je metodološki pouk in že od leta
1964 sistematično vpeljeval študente v raziskovalno delo. Kot prvi je torej zasnoval koncept predmeta
družboslovne metodologije in ga več desetletij razvijal in utemeljeval. 
Niko Toš je skupaj s
kolegi deloval v prid zasnove »družboslovnega središča«, ki naj vključuje
temeljne družboslovne discipline: sociologijo, politologijo in komunikologijo,
kot povezane pedagoške in raziskovalne programe. Niko Toš sodi v generacijo snovalcev slovenske akademske, pedagoške in
raziskovalne sociologije. V prostor slovenskega in jugoslovanskega družboslovja
je vstopil v trenutku njegove začetne disciplinarne, izobraževalne in
raziskovalne rasti. V izhodišču njegovega delovanja je bilo razumevanje
sociologije kot družbeno-kritične discipline, ki strukture in procese v
takratni jugoslovanski in slovenski družbi opazuje v širšem, evropskem in
svetovnem kontekstu. Ob nerazdružljivi povezanosti pedagoškega in povezovalnega
dela uveljavlja zamisel o "javni sociologiji". 

### Razvoj raziskovanja in program Slovensko javno mnenje (SJM)
Toš je bistveno prispeval h gradnji in
rasti raziskovalnega stebra današnje Fakultete za družbene vede. Pripravil je
zamisel Centra za raziskovanje javnega mnenja in množičnih komunikacij – CJMMK,
ki je bil ustanovljen jeseni leta 1966. Kot predstojnik je center od samega
začetka vodil vse do leta 2014. V obdobjih 1979-1989 in 1999-2002 je kot
direktor vodil raziskovalni inštitut FSPN ter skrbel za raziskovalno
utemeljevanje in rast novo nastajajočih družboslovnih disciplin. V času
njegovega vodenja se je inštitut razvil v osrednjo slovensko družboslovno
raziskovalno ustanovo, ki se je še dodatno okrepila in zaokrožila z združitvijo
z Inštitutom za sociologijo. V letih 1989-1991 je bil dekan fakultete. V tem času je izpeljal obsežno prenovo izobraževalnih
programov, ki se je v povezavi z razvojem Inštituta za družbene vede izrazila v
novem poimenovanju: Fakulteta za družbene vede, Raziskovalni inštitut FSPN pa
v Inštitut za družbene vede. 
Toševo raziskovalno delovanje je bilo
vseskozi osredotočeno v Center za raziskovanje javnega mnenja in množičnih komunikacij – CJMMK. Še posebej v njegov program Slovensko javno mnenje (SJM),
ki ga je zasnoval v letih 1966/67 in ga od leta 1968 naprej vodil kot
longitudinalno raziskavo. Metodološka rast projekta SJM. Pod vodstvom Nika Toša je projekt SJM v obdobju
1968-1990 metodološko rastel in se vsebinsko razvijal. Projekt je že zelo
zgodaj, konec šestdesetih let pokazal na potrebo pritegovanja in razvoja
statistično-analitičnega in računalniško-informatičnega znanja in
strokovnjakov. Izhajajoč iz potreb SJM in razvijajočih se posebnih socioloških,
politoloških in komunikoloških disciplin se je na fakulteti utrdil program
družboslovne statistike in računalništva ter razvil program informatike. Toš je
vzpostavil tudi prvo telefonsko anketno delavnico v slovenskem prostoru. V
projektu SJM so bili v dvajsetletnem obdobju zbrani, sistematično obdelani in
izčrpno dokumentirani podatki o praktično vseh razsežnostih materialnega in
duhovnega razvoja Slovenije in Slovencev, ki jih je mogoče zbrati z anketnim
instrumentarijem. Raziskava SJM ni bila zgolj politično-mnenjski
projekt, temveč predvsem temeljni družboslovno empirični projekt,  ki se je uveljavil kot središče slovenskega
empiričnega družboslovja.

#### Pomen SJM
Ob 20-letnici programa sta Bogdan Osolnik
in Slavko Splichal ugotavljala, da si razvoja nekaterih disciplin brez raziskave
SJM danes enostavno ni več mogoče predstavljati. Med discipline, ki jih je
raziskava SJM empirično utemeljevala, sta navedla sociologijo religije, 
medetničnih odnosov, kulture, športa, socialne strukture, stratifikacije, 
mobilnosti, politične kulture, strank, množičnih občil, vrednot in mednarodnih
odnosov. Ocenila sta , da projekt SJM po
dvajsetih letih razvoja zaznamujeta dve ključni razsežnosti: po metodološki
plati je z njim neločljivo povezan razvoj empiričnega raziskovanja v Sloveniji,
z vidika predmeta raziskovanja – politično pomembnih mnenj – pa je to
raziskovanje najtesneje povezano z ustvarjanjem dejanskih možnosti za razvoj
demokratične družbe.

### Drugi projekti, prispevki in dosežki
Po evropskih zgledih je Toš zasnoval Arhiv
družbenih podatkov FDV (ADP), ki se je odtlej uveljavila kot pomembna
infrastrukturna dejavnost na področju družboslovja. Program CJMMK je bil tudi
neposredni in prvi »uporabnik« računalniških storitev. V tem času je Toš skupaj
z matematikom Cvetom Trampužem zasnoval in ustanovil Računalniški center FDV, ki je
bila prva tovrstna ustanova na »neki družboslovni fakulteti« v Jugoslaviji in
širše.
V začetku sedemdesetih je sooblikoval in vodil
projekt Sociološki vidiki emigracije, vključevanja v emigrantsko družbo ter
vračanja v domovino. Tematsko podobna raziskava je potekala sredi osemdesetih
let pod naslovom Razredna bit sodobne jugoslovanske družbe, katere nosilec je
bil Toš. Gre za najobsežnejšo (in zadnjo) vsejugoslovansko sociološko empirično
raziskavo, zgrajeno na razredno/stratifikacijskem teoretskem izhodišču in
zasnovano na zajetju reprezentativnih vzorcev polnoletnih prebivalcev vseh
republik in pokrajin takratne Jugoslavije na osnovi obsežnih standardiziranih vzorcev.
Podatki iz raziskave
SJM so v temelju raziskovalne postavitve nove discipline kineziologije. SJM je pomembno prispevala k raziskovalni rasti področij kulture, prostorske sociologije, sociologije zdravstva in medicine, kriminologije ter tematik politike in obramboslovja.
V času po 1990 je opravil vrsto
religioloških analiz in jih objavil v obliki člankov in monografij, s čimer se
je uvrstil med raziskovalce na področju religiologije. Povabljen je bil v raziskovalno
skupino, ki je zasnovala obsežen empirični religiološki in
pastoralno-sociološki projekt Religija in cerkev v Vzhodni (Srednji) Evropi.
Bil je prvi direktor Centra za razvoj univerze v Ljubljani (CRU) v letih 1974-1979.
V obdobju 1999-2002 je bil član in predsednik Sveta za znanost in tehnologijo Republike Slovenije.
Toš je bil je iniciator
vključitve slovenskega družboslovja v mednarodne kooperativne projekte na
sociološkem in politološkem področju in v njih deluje kot član koordinativnih
teles, med njimi predvsem: World Value Survey (R. Inglehart, Michigan
University) oz. European Value Survey (University of Tilburg), International
Social Survey Programme (J. Smith, Michigan University), Ostbarometer (P.
Lazarsfeld Gesselschaft, Wien), Comparative Study of Electoral System
(Rosenstone, Michigan University), Aufbruch der Kirchen (Pastorales Forum Wien,
P. Zulehner), European Social Survey, član SAB (Max Kaase, Bremen). Bil je član raziskovalnega sveta Mednarodne sociološke asociacije (ISA, Research Councije) med letoma 1983 in 1987,itd.

### Uredniško delovanje
Niko Toš se v svoji založniški in uredniški vnemi ni omejil le na publiciranje lastnih tekstov oz. tekstov nastalih v okvirih programa SJM. Skupaj z Francetom Vregom je leta 1972 sodeloval pri zasnovi Sociološke in politološke knjižnice, Založba Obzorja Maribor, v okviru katere je izšlo 24 družboslovnih knjig. S Tinetom Hribarjem je leta 1990 zasnoval in nato uredniško vodil program Znanstvene knjižnice FDV; Toš je urejal serijo Dokumenti SJM in ureja serijo Refleksije, biseri slovenskega komunizma in znanstvene publicistike. Sodeloval je pri ureditvi osmih knjig s področja sociologije religije in pastoralne sociologije pod skupnim naslovom Gott nach dem Kommunismus (Schwabenverlag, BRD). Kot nosilec projekta Slovenci v Nemčiji je zasnoval publikacijo Migracije, ki je v času trajanja projekta izšla v 24 številkah. Sodeloval je pri urejanju serije socioloških knjig v programu Echoraum (Dunaj). Toš je bil član uredništev in uredniških svetov različnih družboslovnih revij.

## Slovensko sociološko društvo
Niko Toš je ustanovni član Slovenskega
sociološkega (SSD; 1965) politološkega (SPD) društva. V SSD je najprej deloval
kot podpredsednik v letih 1965-69 in nato štiri mandate - v letih 1969 do 1977 kot predsednik. To je bilo obdobje tako imenovanih svinčenih let za
slovensko in jugoslovansko sociologijo, ki se je vleklo v začetek osemdesetih
let. Niku Tošu je uspelo ohranjati avtonomijo in delovanje SSD, predvsem z organizacijo
znanstvenih posvetovanj. Med njimi sta najpomembnejša: 
- Determinante družbenega razvoja, Maribor, 1971
- Družbeni konflikti in socialistični razvoj Jugoslavije, Portorož, 1972

Slednje so
zasnovali Zdravko Mlinar in Veljko Rus skupaj s Tošem, kot nosilcem priprav za
to najpomembnejše jugoslovansko posvetovanje na sploh. Gradiva s posvetovanja
so bila objavljena v treh knjigah: Društveni
konflikti i socialistički razvoj Jugoslavije. 
Ta posvetovanja so zasnovali Z. Mlinar, V. Rus in N. Toš pod okriljem Jugoslovanskega združenja za sociologijo, Slovenskega sociološkega društva ter Fakultete za sociologijo, politične vede in novinarstvo v Ljubljani; posvetovanja so nadaljevanje in poglabljanje družbeno kritične razprave, ki je v šestdesetih in začetku sedemdesetih let potekala v okvirih Korčulanske šole in revije Praxis in bila v začetku sedemdesetih onemogočena in prepovedana. Po smrti Veljka Rusa je uredil njegovo zgodnje delo (Filozofsko-sociološki spisi 1957-1964; z Andrejem Rusom, 2019) in izbor intervjujev. Prav tako je na skoraj 800 straneh zbral in utredil delo svojega vrstnika, profesorja sociologije s fakultete Petra Klinarja (Sociologija in teorija mednarodnih migracij, 2023).

## Pomembnejša priznanja
Leta 2002 je prejel srebrni častni znak svobode Republike Slovenije z naslednjo utemeljitvijo: »za znanstveno, raziskovalno in pedagoško delo ter za prispevek k razvoju slovenske družbene znanosti«. Leta 1981 je prejel
priznanje FSPN za uresničevanje smotrov in ugleda FSPN. Leta 1984 je prejel 
zahvalo zveznih družbenih svetov za prispevek k delu tako imenovane
Kraigherjeve komisije. Leta 1986 je bil odlikovan z Redom dela z zlatim vencem.
Za prispevek k razvoju je 1998 prejel zlato plaketo Univerze v Ljubljani. Skupaj
s skupino SJM je leta 1989 za delo pri projektu SJM v letu 1987 in publikacije v letih
1987-88 prejel nagrado Sklada Borisa Kidriča. Slovensko sociološko društvo mu
je leta 1994 podelilo častno članstvo, ljubljanska univerza pa 1998 zlato plaketo. Za zasluge pri razvoju in širjenju
ugleda FDV je leta 2009 prejel Plaketo FDV, po upokoljitvi pri njegovih 80 letih pa mu je leta 2015 Univerza v Ljubljani podelila še naslov zaslužni profesor. 

## Pomembnejše knjižne objave
- Metode družboslovnega raziskovanja, DZS, Ljubljana, 1988;
- Družbena neenakost in razvoj. Vidiki socialne diferenciacije in zavest o njih. Maribor, Obzorja 1974;
- Soavtor, Klasno biče jugoslovenskog društva, Izdavački center Komunist, Beograd, 1989;
- Soavtor, Jugoslavija na kriznoj prekretnici, Institut društvenih nauka, Univerzitet u Beogradu, Beograd 1991;
- Soavtor, Ekološke sondaže, FDV IDV, Dokumenti SJM, Ljubljana, 1992;
- Soavtor, Crossroads of Transition, Praga, 1995
- Urednik in soavtor, Vrednote v prehodu, knjige I.–IX. FDV IDV, Dokumenti SJM, Ljubljana 1997-2014;
- Soavtor, Podobe o cerkvi in religiji, FDV IDV, Dokumenti SJM, Ljubljana 1999;
- Soavtor, Slovenia Between Continuity and Change, 1990-1997, Berlin, 2002;
- Soavtor, Družbeni vidiki zdravja, FDV IDV, Dokumenti SJM, Ljubljana 2002;
- Soavtor, Political Faces of Slovenia, Political Orientations and Values at the End of the Century, Echoraum, Wien, 2005;
- Soavtor, Vrednote Slovencev in Evropejcev, Dokumenti SJM, Ljubljana, 2005;
- Vrednote Slovencev in Evropejcev: analiza vrednotnih orientacij Slovencev ob koncu stoletja (soavtor Veljko Rus, 2005)
- Soavtor, Three roads to Comparative Research: Analytical, Virual and Morphological, Echoraum, Wien, 2009;
- Soavtor, Primerjalno družboslovje, FDV IDV, Dokumenti SJM, Ljubljana 2010;
- Soavtor, Modern RISC-Societies, Echoraum, Wien, 2010;
- Soavtor, Towards a New Kind of Social Science, Echoraum, Wien, 2012